# Добрыгин, Григорий Эдуардович
Григо́рий Эдуа́рдович Добры́гин (род. 17 февраля 1986, Петропавловск-Камчатский-50, Камчатская область) — российский актёр театра, кино и дубляжа, режиссёр театра и кино, сценарист и продюсер.
Лауреат многочисленных кинонаград, в том числе «Серебряного медведя» Берлинского кинофестиваля (2010), премии «Белый слон» (2010) и специальной премии «Золотой орёл» (2011).
Наибольшую известность получил благодаря ролям в новогоднем блокбастере «Чёрная молния» и психологическом триллере «Как я провёл этим летом».

## Биография
Родители — офицер-подводник и балерина; преданные адвентисты седьмого дня.
Родился в закрытом городе Петропавловск-Камчатский-50. Для учёбы в начальной школе переехал в Зеленоград. После окончания начальной школы по инициативе родителей поступил в Московскую государственную академию хореографии (МГАХ) при Большом театре.
Два года учился в протестантской семинарии Церкви Адвентистов Седьмого дня в посёлке Заокский Тульской области, затем год в Школе-студии МХАТ.
В 2007 году внимание прессы привлекла съёмка Добрыгина для обложки гей-журнала «Квир» (№ 50/2007), которую спустя три года актёр объяснил желанием студента заработать в качестве модели, уточнив при этом, что сам остаётся натуралом. Эпатажная съёмка стала причиной расставания Добрыгина с актрисой Елизаветой Боярской.

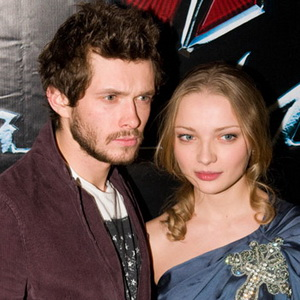
Григорий Добрыгин и Екатерина Вилкова, 2009 год

В 2010 году окончил актёрский курс режиссёрского факультета РАТИ (ГИТИС) (мастерская Олега Кудряшова). Первую известность Добрыгину принёс новогодний блокбастер «Чёрная молния» (2009). В 2014 году окончил режиссёрский факультет РАТИ (ГИТИС) (мастерская Кудряшова).
После того, как выступление Григория на студенческом театральном фестивале «Твой шанс» увидела ассистент режиссёра Алексея Попогребского, Добрыгин в последний момент попал в съёмочную группу психологического триллера «Как я провёл этим летом» (2010). Картина осмысливает психологическую природу страха и внезапно возникающих преградных комплексов на фоне непростых, отягощённых длительным одиночеством и отсутствием близких, взаимоотношений двух мужчин, один из которых намного младше и подчинён другому, — в изолированной атмосфере отдалённой северной метеорологической станции. Основная часть съёмок с участием двух главных персонажей, которых исполняют Добрыгин и Сергей Пускепалис, проходила в приближённой к реальности обстановке на севере Чукотки. Как рассказывал режиссёр Попогребский, участвуя в съёмках, Добрыгин целиком сюжета не знал, ему не давали заранее читать сценарий, чтобы Григорию было проще вжиться в образ молодого «неопытного человека в неоднозначной ситуации». После этого фильма, который западная критика сравнила с произведениями Тарковского, актёр Добрыгин стал популярен.
Уже вскоре после картины упоминался в прессе как «самый знаменитый студент России». В 2010 году был принят в труппу театра «Современник».

## Кинорежиссёр
В 2013 году дебютировал в качестве кинорежиссёра. На кинофестивале «Кинотавр» в конкурсе «Короткий метр» был показан его короткометражный фильм «Измена», отмеченный дипломом лауреата конкурсной программы «Кинотавр. Короткий метр» («За безграничную любовь к себе и блестящую самоиронию») и дипломом гильдии киноведов и кинокритиков. В 2014 году на «Кинотавре» была представлена вторая короткометражная картина Григория Добрыгина «Верпаскунген», получившая диплом со специальным упоминанием конкурсной программы «Кинотавр. Короткий метр» («За высокий уровень режиссуры») и приз гильдии киноведов и кинокритиков «Слон».
Полнометражный режиссёрский дебют Добрыгина «Sheena 667» был представлен в 2019 году в основной конкурсной программе Роттердамского кинофестиваля. В российский прокат картина вышла в апреле 2021 года.

## Театральный режиссёр

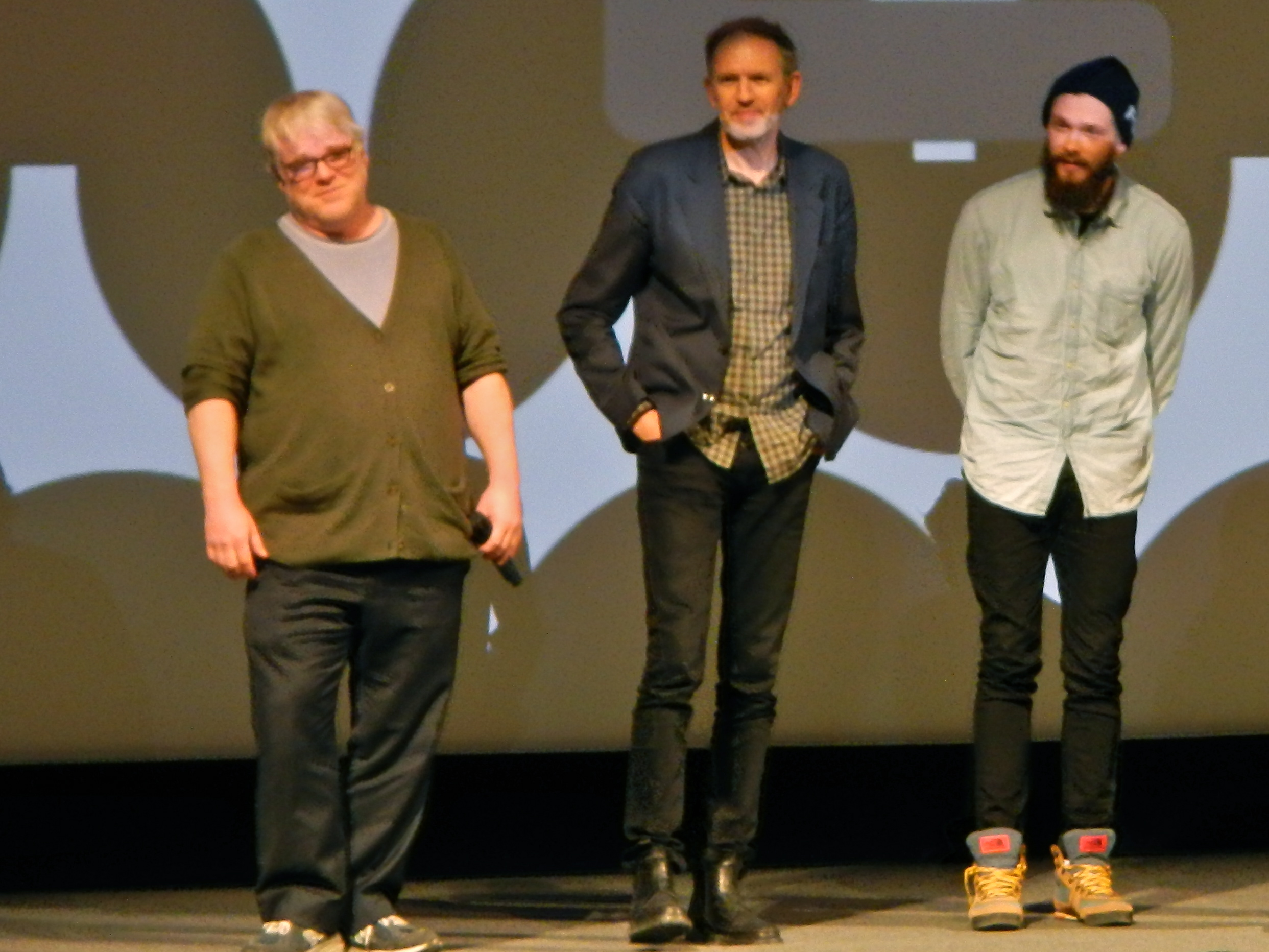
Филип Сеймур Хоффман (слева), Антон Корбейн и Григорий Добрыгин (справа) на кинофестивале «Сандэнс», январь 2014 года

24 ноября 2013 года дебютировал как театральный режиссёр и художник-постановщик. В этот день состоялась премьера его эксцентричной инсценировки пьесы «Лакейская» на сцене Московского академического театра имени Вл. Маяковского (мастерская Олега Кудряшова). Действие ранней пьесы Гоголя разворачивается в шкафу, ставшем обиталищем современных лакеев, и перенесено Добрыгиным в 2000-е годы, героями спектакля оказываются молодые работники сферы обслуживания: официанты, водители, стюардессы, метрдотели, уборщицы, стриптизёры. Оригинальный гоголевский текст по замыслу Добрыгина дополняет вербатим: остроактуальные, саркастичные, порой скабрёзные монологи-признания, раскрывающие психологию, душевное состояние и переживания сегодняшних «лакеев». Спектакль, продолжающийся 1 час 10 минут, демонстрируется публике «на расстоянии вытянутой руки» в камерном репетиционном зале № 2 Театра Маяковского. В спектакле заняты молодые актёры, выпускники мастерской Олега Кудряшова. Действие сопровождает музыка П. И. Чайковского и группы Antony and the Johnsons. По состоянию на 2015 год спектакль шёл с аншлагом.

## Творчество

### Роли в театре
Театральный Центр «На Страстном»
Мастерская Олега Кудряшова
- «Униженные и оскорблённые. Часть II. Нелли»[16] — житель двора из коробки
- «История мамонта»[17] — Вова «Колесо» Колесников, хулиган на реке, плохой парень на вокзале
- «Печальная история одной пары»[18]

### Фильмография

#### Актёр
| Год  |     | Русское название                 | Оригинальное название            | Роль                              |
| ---- | --- | -------------------------------- | -------------------------------- | --------------------------------- |
| 2009 | кор | Ахтамар                          | Ahtamar                          | юноша                             |
| 2009 | ф   | Чёрная молния                    | Чёрная молния                    | Дмитрий Майков / Чёрная Молния    |
| 2009 | кор | Дракон Абас Блю                  | Дракон Абас Блю                  | снимался                          |
| 2009 | тф  | Заградотряд: Соло на минном поле | Заградотряд: Соло на минном поле | Сергей Шмелёв                     |
| 2010 | ф   | Как я провёл этим летом          | Как я провёл этим летом          | Павел Данилов, техник-практикант  |
| 2011 | кор | Эксперимент 5ive: Bloodrop       | Эксперимент 5ive: Bloodrop       | снимался                          |
| 2012 | ф   | Атомный Иван                     | Атомный Иван                     | Иван                              |
| 2013 | ф   | Метель                           | Метель                           | Лёва                              |
| 2013 | ф   | Территория                       | Территория                       | Сергей Баклаков, геолог           |
| 2014 | ф   | Самый опасный человек            | A Most Wanted Man                | Иса Карпов                        |
| 2014 | ф   | Чёрное море                      | Black Sea                        | Морозов                           |
| 2016 | ф   | Такой же предатель, как и мы     | Our Kind of Traitor              | Князь                             |
| 2017 | ф   | Матильда                         | Матильда                         | великий князь Андрей Владимирович |
| 2017 | ф   | Зерно                            | Зерно                            | Андрей                            |
| 2024 | ф   | Тихая жизнь                      | Quiet Life                       | Сергей                            |

#### Режиссёр
- 2015 — Новые русские:
  - 2013 — Измена (к/м)
  - 2014 — Верпаскунген (к/м)
- 2016 — Mind the Gap (к/м)
- 2019 — Sheena 667
- 2021 — На близком расстоянии

#### Сценарист
- 2015 — Новые русские:
  - 2013 — Измена (к/м)
  - 2014 — Верпаскунген (к/м)
- 2017 — Лалай-Балалай (к/м), режиссёр Руслан Братов
- 2019 — Sheena 667
- 2021 — На близком расстоянии

#### Продюсер
- 2017 — Лалай-Балалай (к/м), режиссёр Руслан Братов
- 2019 — Sheena 667
- 2021 — Герой (к/м), режиссёр Софья Райзман
- 2021 — На близком расстоянии

## Награды
- 2010 — приз «Серебряный медведь» Берлинского кинофестиваля в номинации «За лучшую мужскую роль» в фильме «Как я провёл этим летом» вместе с Сергеем Пускепалисом[19].
- 2010 — премия «Белый слон» Гильдии киноведов и кинокритиков России в номинации «За лучшую мужскую роль» в фильме «Как я провёл этим летом» вместе с Сергеем Пускепалисом.
- 2011 — специальный приз кинопремии «Золотой орёл—2011» в номинации «Будущее зависит от тебя» от компании «МегаФон» — за самый резкий взлёт в профессии.
- 2014 — кинофестиваль «Кинотавр» (фильм «Верпаскунген»)[20]:
  - диплом со специальным упоминанием конкурсной программы «Кинотавр. Короткий метр» — «За высокий уровень режиссуры».
  - приз Гильдии киноведов и кинокритиков «Слон».